# Pleistovultur
Pleistovultur is een geslacht van uitgestorven condors behorend tot de Cathartidae die in het Pleistoceen in Zuid-Amerika leefde. De typesoort is Pleistovultur nevesi.

## Fossiele vondst
Fossielen van Pleistovultur zijn gevonden in de Brejões-grotten in de staat Bahia en de Cuvieri-grotten in de staat Minas Gerais in Brazilië. De vondsten uit de Brejões-grotten zijn ongeveer 12.000 jaar oud en op deze locatie zijn ook fossielen van een andere condor gevonden, Wingegyps.

## Kenmerken
Het formaat van Pleistovultur zat tussen dat van een koningsgier en dat van een Californische condor in.